# Gầm ghì lưng nâu
Gầm ghì lưng nâu (danh pháp hai phần: Ducula badia) là loài chim thuộc họ Bồ câu.
Tại Việt Nam, loài này được tìm thấy tại Tam Đảo, Khe Sanh, đèo Hải Vân, Kon Tum và Đà Lạt
|  |

## Hình ảnh

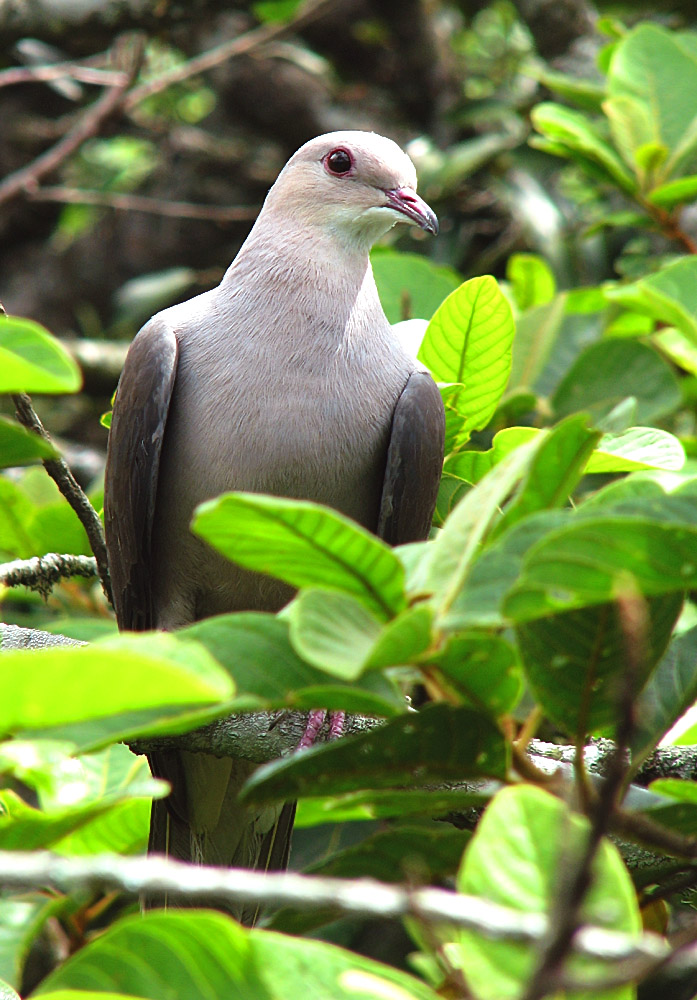